# Замок Шанкілл (Дублін)
Замок Шанкілл (англ. Shankill Castle, ірл. Caisleán Seanchill) — кашлен Шенхілл — один із замків Ірландії, розташований у графстві Дублін, на землі Шанкілл, на кордоні з графство Віклоу.
Замок Шанкілл був побудований архієпископом Генрі де Лоундресом у 1229 році поруч біля давньої церкви Шанкілл. Це одна з найдавніших споруд, що зберіглась на землі Шанкілл. Назва Шенхілл у перекладі з ірландської означає «стара церква». Але є версія, що назва походить від ірл. Sean-Choill — Шон-Хойлл — «старий ліс». Біля замку були виявлені залишки кромлехів та інших мегалітичних споруд часів неоліту. На початку XIV століття маєтки і замок Шанкіл були захоплені ірландськими кланами, що намагалися повернути собі ці землі, захоплені англійськими колоністами. Під час боїв маєтки були знищені, замок сильно ушкоджений. Для захисту маєтків замок відновили і посилили в ньому англійських гарнізон. З 1480 році в замку жила одна з гілок родини Лоулесс. Останній з цієї гілки родини Лоулесс помер у 1795 році і замок став власністю Вільяма Домвіла, що жив у Лохлінстоун-хаус. Потім замок став власністю сера Чарльза Комптона Домвіла (1822—1834). Він ввійшов в історію як безкомпромісний і нещадний експлуататор, поміщик, що хотів докорінним чином змінити використання і прибутковість маєтків Шанкіл. Він побудував водогін і численні особняки біля замку Шанкілл і нещадно вигнав із земель більше 100 орендарів, які втратили будь-які засоби для існування. Сер Чарльз Комптон Домвіл вліз у величезні борги і збанкрутував.